# Muztagata
Der Muztagata ist mit einer Höhe von 7509 m der dritthöchste Gipfel des Pamir-Gebirges in der Volksrepublik China.

## Name
Der Name „Muztagata“ (auch Mustagh Ata, Mouztagh-ata oder Muz Tagh Ata) ist uigurischen Ursprungs und bedeutet so viel wie „Vater der Eisberge“. Die uigurische Schreibweise ist arabisch مۇز تاغ ئاتا Muz Tagh Ata, der chinesische Name lautet 慕士塔格峰 Mùshìtǎgé Fēng.

## Geographie
Der Muztagata liegt im Ostteil des Pamir-Gebirges, im Westen des Uigurischen Autonomen Gebiets Xinjiang der Volksrepublik China, ca. 150 km südwestlich von Kaschgar und nur etwa 30 km östlich der chinesisch-tadschikischen Grenze, jenseits der unter anderen die bekannten Pamir-Gipfel Pik Ismoil Somoni und Pik Lenin aufragen. Zusammen mit dem Kongur (7649 m) thront er weithin sichtbar über der Wüste Taklamakan.

## Geologie
Das Muztagata-Massiv ist Teil der Sares-Muztagata-Domstruktur, bei der es sich um eine von mehreren Gneisdomen des metamorphen Kerns des Pamir-Teilorogens handelt. Die Domstruktur befindet sich auf der Liegendscholle der Kongur-Shan-Abschiebung, einer geologisch sehr jungen Hauptstörung im östlichen Pamir, deren Ausbisslinie das Muztagata-Massiv im Norden, Westen und Süden umgibt.
Das Massiv ist im Wesentlichen aus zwei Einheiten aufgebaut: einer Orthogneiseinheit, hervorgegangen aus triassischen Graniten, sowie deren ordovizischer Schieferhülle. Letztgenannte ist nur an der Westflanke des Berges erhalten. Der Gneis zeigt eine ausgeprägte Bänderung aus besonders quarz- und feldspatreichen (Plagioklas, Kalifeldspat) hellen und aus biotit- und hornblendereicheren dunklen Lagen. Die Gesteine der Schieferhülle bestehen aus einer Wechsellagerung von amphibolitfaziellen Metapeliten, Metabasiten sowie Marmor und Kalksilikatgesteinen. Die Metapelite zeigen im unteren Teil der Abfolge deutliche Migmatisierung, die auf Teilaufschmelzung des Gesteins als Folge der Entwässerung von Muskovit während der Metamorphose zurückgeht.
Die Orthogneiseinheit wird dem permotriassischen Muztagata-Karakul-Vulkanbogen zugerechnet, der einen Großteil des nordöstlichen Pamir-Gebirges aufbaut. Die Metasedimente der Schieferhülle werden als Teil des paläozoischen Grundgebirges des Zentralpamir-Terrans interpretiert, das den Muztagata-Karakul-Arc nach Schließung des Paläo-Tethys-Beckens im frühen Jura überfuhr, was wiederum die Metamorphose der Metasedimente und des Gneises in ca. 35 km Krustentiefe zur Folge hatte. Die Kontaktfläche von Schieferhülle und Gneiskern entspricht demnach einer Sutur zwischen zwei verschiedenen Krustenblöcken.
Die Exhumierung (Aufstieg zur Oberfläche) dieser Gesteine mit Bildung der Domstruktur erfolgte schließlich im Miozän und Pliozän, bedingt durch fortgesetzte Krustenverkürzung in der Region im Zuge des Zusammenstoßes der Indischen Platte mit Asien.

## Bergsteigen

### Allgemeines
Bergsteiger stufen den Muztagata als technisch eher einfach, jedoch aufgrund der Höhe konditionell sehr fordernd ein. Er gehört zu den beliebtesten Expeditionsbergen weltweit. Seine ebenmäßigen Flanken prädestinieren ihn für eine Begehung mit Tourenski oder Schneeschuhen.

### Erstbesteigung
1956 soll der Muztagata von einer russisch-chinesischen Seilschaft (u. a. Witali Michailowitsch Abalakow, Qu Yinhua) erstbestiegen worden sein.

### Zitat

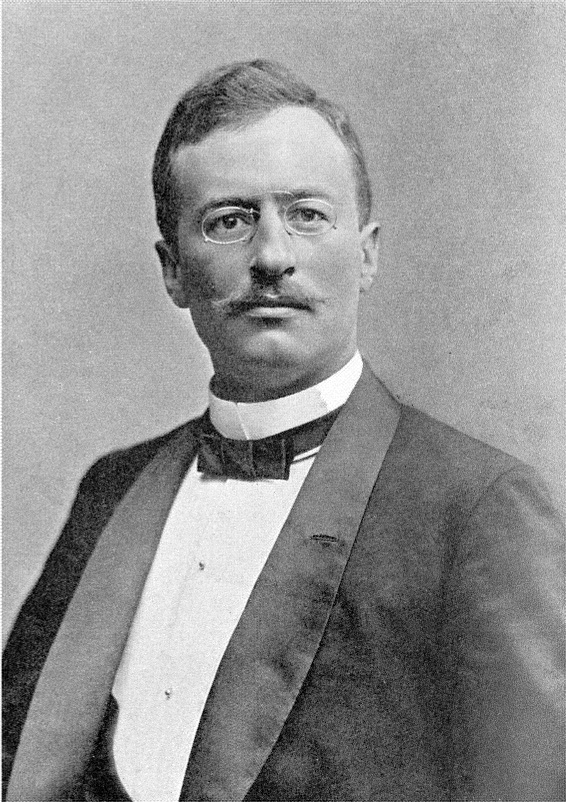
Sven Hedin

Bei seiner ersten Expedition 1893 bis 1897 gelang es Sven Hedin im Jahr 1894 nicht, den Muztagata zu besteigen. Von seinem Höhenlager in 6300 m Höhe hatte er aber einen einzigartigen Blick auf den 7509 m hohen Muztagata:

„Die Sonne ging unter, und ihr Purpurschein erlosch auf den Westhängen des Muztagata. Als der Vollmond über der Zinne der Felswand an der Südseite des Gletschers aufstieg, trat ich in die Nacht hinaus, um eines der großartigsten Schauspiele zu bewundern, die ich je in Asien gesehen habe.

Die ewigen Schneefelder auf der höchsten Kuppe des Berges, das Firnbecken, das den Gletscher speist, und seine höchsten Regionen badeten im Silberschein des Mondes, aber wo der Eisstrom in seiner tiefen Felsrinne lag, herrschte nachtschwarzer unergründlicher Schatten, über die gewölbten Schneefelder zogen weiße dünne Wolken, und man glaubte die Geister des Berges zu sehen, die im Freien ihre Tänze aufführten. Ich stand so hoch wie der Gipfel des Chimborazo oder des Mount McKinley und höher als der Kilimandscharo, der Montblanc und alle Bergspitzen dreier Erdteile; nur die höchsten Gipfel Asiens und der Anden waren höher. Bis zur Spitze des höchsten Berges der Erde, des Mount Everest, fehlten noch 2600 m. Aber ich glaube dennoch, dass das Bild, das sich vor mir entrollte, an wilder, phantastischer Schönheit alles übertraf, was ein Sterblicher auf Erden erblicken kann.“

### Geschwindigkeitsrekorde
Am 23. August 2005 stellten die beiden jungen Münchner Extremskibergsteiger Benedikt Böhm und Sebastian Haag einen Rekord in der Besteigung des Muztagata mit anschließender Skiabfahrt auf. Als Teilnehmer einer Expedition, die unter der Leitung des international renommierten Höhenbergsteigers Matthias Robl stand, starteten sie ihren Besteigungsversuch vom Basislager auf 4450 m um 4 Uhr morgens. Der ursprünglich mit eingeplante Spanier Javier Martín de Villa konnte krankheitsbedingt nicht an der Tour teilnehmen. Bei Temperaturen bis zu minus 35 °C erreichten die Athleten den Gipfel bereits um 13:25 Uhr. Nach anschließender Abfahrt waren sie bereits um 14:41 Uhr wieder zurück im Basislager.
Am 10. August 2007 verbesserte Matthias Robl den Rekord auf 9:37 Stunden.
Eine erneute Verbesserung des Rekords gelang Markus Amon am 12. August 2009. Er startete um 4 Uhr morgens aus dem Basislager. Vorbei an den Hochlagern erreichte er schon um 12:50 Uhr nach einer Solospeedbegehung den Gipfel. Die Aufstiegszeit betrug 8 Stunden und 50 Minuten. Die anschließende Abfahrt und der Abstieg gelangen bei besten Bedingungen zurück bis ins Basislager. Schon eine Woche vorher, am 5. August 2009, konnte er aus dem Lager 1 (5520 m) in 5 Stunden den Gipfel erreichen und anschließend ebenfalls bis ins Basislager abfahren.